# The Brig (film)
The Brig è un docufilm del 1964 diretto da Jonas e Adolfas Mekas, adattamento cinematografico dell'omonima opera teatrale di Kenneth H. Brown. 

## Produzione
Il cast originale del dramma, rappresentato al debutto dalla compagnia Living, tornò a ricoprire i rispettivi ruoli.

## Distribuzione
La pellicola è stata presentata alla 25ª Mostra internazionale d'arte cinematografica di Venezia.

## Riconoscimenti
- 1964 - Mostra internazionale d'arte cinematografica[2]
  - Gran premio Leone di San Marco per il miglior cortometraggio a soggetto